# Ostatni most
Ostatni most – singel polskiej piosenkarki Lanberry z jej drugiego albumu studyjnego, zatytułowanego miXtura.
Kompozycja znalazła się na 2. miejscu listy AirPlay – Top, najczęściej odtwarzanych utworów w polskich rozgłośniach radiowych. Nagranie otrzymało w Polsce status platynowego singla, przekraczając liczbę 20 tys. sprzedanych kopii.

## Historia
Piosenka została napisana i skomponowana przez Małgorzatę Usciłowską i Piotra Siejkę, który również odpowiada za produkcję utworu.
Singel „Ostatni most” ukazał się w formacie digital download 10 sierpnia 2017 w Polsce za pośrednictwem wytwórni płytowej Universal Music Polska. Kompozycja została umieszczona na drugim albumie studyjnym Lanberry – miXtura.

## „Ostatni most” w stacjach radiowych
Nagranie było notowane na 2. miejscu w zestawieniu AirPlay – Top, najczęściej odtwarzanych utworów w polskich rozgłośniach radiowych.

## Teledysk
Do utworu powstał teledysk w reżyserii Anny Powierży, który udostępniono w dniu premiery singla za pośrednictwem serwisu YouTube.

## Notowania na listach airplay
| Kraj   | Lista             | Najwyższa pozycja |
| ------ | ----------------- | ----------------- |
| Polska | AirPlay – Top     | 2                 |
| Polska | AirPlay – Nowości | 3                 |

## Certyfikaty
| Kraj          | Certyfikat      | Sprzedaż |
| ------------- | --------------- | -------- |
| Polska (ZPAV) | platynowa płyta | 20 000+  |